# Campionati tedeschi di ski cross
I Campionati tedeschi di ski cross sono una competizione sciistica che si svolge ogni anno, generalmente nel mese di marzo o aprile. Sono organizzati dalla Federazione tedesca di sci e decretano il campione e la campionessa tedeschi di ski cross.

## Albo d'oro
| Edizione | Uomini                | Donne             |
| -------- | --------------------- | ----------------- |
| 2011     | Simon Stickl          | Heidi Zacher      |
| 2012     | Thomas Fischer        | Christina Manhard |
| 2013     | Non disputati         | Non disputati     |
| 2014     | Florian Eigler        | Heidi Zacher (2)  |
| 2015     | Daniel Bohnacker      | Daniela Maier     |
| 2016     | Florian Wilmsmann     | Anna Woerner      |
| 2017     | Gara annullata        | Gara annullata    |
| 2018     | Non disputati         | Non disputati     |
| 2019     | Florian Wilmsmann (2) | Heidi Zacher (3)  |
| 2020     | Gara annullata        | Gara annullata    |
| 2021     | Gara annullata        | Gara annullata    |
| 2022     | Non disputati         | Non disputati     |
| 2023     | Non disputati         | Non disputati     |
| 2024     | Florian Wilmsmann (3) | Mattli Fersch     |
| 2025     | Gara annullata        | Gara annullata    |